# 何川 (1924年)
何川（1924年1月5日—1951年6月17日），男，台南州台南市安平人，中國共產黨党員，戰後擔任台南工業職業學校教師，1947年5月由郭琇琮醫師吸收加入共產黨，安排加入省工委台南市工委會運作，協助拓展組織，光明報事件後全省大搜捕，台南市工委會遭破獲，於1951年6月17日槍決於台北水源地刑場。
2013年列名北京西山無名英雄廣場，紀念在台灣被處決的「隱避戰線烈士」。

## 生平

### 加入省工委
何川是台南安平人，父親為台南安平商人何皆亨，何川為二房所生，家境富裕，就讀臺灣總督府臺南高等工業學校(今成功大學)，1945年二次世界大戰結束，畢業後在台北市大同中學擔任教員，隔年，何川進入台北市政府公用事業管理處汽車課工作，擔任機料組長職務，期間，在宿舍認識新生報記者蔡瑞欽及吳思漢，由吳思漢提出在台北內京町成立「啟蒙書房」，何川結識戴振本、郭琇琮。
1947年二二八事件爆發，何川對國民政府失望思想左傾，並於1947年5月經由郭琇琮介紹加入中國共產黨，由於郭琇琮、李媽兜都是省工委早期成員，1946年底，李媽兜就與陳文山、陳福星籌組台南市工委會，二二八事件爆發後，許多知識份子有志之士對國民政府感到失望及反感，紛紛轉而投入紅色祖國懷抱，省工委成員擴張快速，而在陳福星、陳文山退出組織活動後，1947年何川返回台南擔任台南工業職業學校教師，並與弟弟何阿水及堂哥何秀吉都加入了台南市工委會，由李媽兜領導同校的教師徐國維、鄭海樹都加入成立讀書會吸收學生加入。
1948年初，何川吸收工學院學生呂丁南、許江新加入，拓展組織，吸收助教吳聲達及楊新隆推動學生自治會，及學生唐朝雲、曾錦堂、邱焜棋，許江新吸收梅衡山等加入台南市工委會。

### 身死馬場町
1948年至1949年省工委快速膨脹，台南市工委會從台南工業職業學校透過成員唐朝雲、羅明懋等發展到台南工學院內部，而李媽兜也在故鄉大內周圍的村鎮拓展組織，成員快速增加，然而，1949年8月光明報事件爆發後，省工委最高領導人蔡孝乾變節，全省大搜捕，1950年1月，郭琇琮岳父帶憲兵來找何川，詢問郭琇琮下落，何川感覺情況危急，於是離職到處躲藏，於同年8月16日在前往嘉義梅衡山處被捕，何阿水、何秀吉等人也先後遭到逮捕。
韓戰爆發之後，情勢急轉直下，在軍法處的省工委要角自知由於案情嚴重可能遭重判，以"吃麵包"為暗號，蘊釀越獄，1951年2月6日，由何川的堂哥何秀吉、邱焜棋、梅衡山、施教爐等人在軍法處趁機打開牢門持酒瓶攻擊獄警，參與的成員包含台南案、桃園案、凱、李凱南等人，陳英泰稱其為軍法處「吃麵包計畫」，越獄失敗後所有參與成員除施志聰、陳溪加重徒刑外其餘都遭判處死刑，連帶加速台南案的判決，1951年6月6日何川遭判處死刑，同年6月17日何川與同案鄭海樹、何阿水(弟弟)、何秀吉(堂哥)、黃武宗與台南工學院案唐朝雲、軒轅國權、曾錦堂、邱焜棋、梅衡山共十人槍決於水源地刑場。
何川身後留下妻子與一幼子，其子日後進入永豐餘紙廠工作。

### 遲來的遺書
陳英泰先生回憶，台南案何川在組織地位重要，周圍人都知道他可能逃不過被判處死刑，他平常就有心理準備，寫好日文絕言，隨時準備赴義，江槐邨在軍法處第一區三房得識何川，因彼此談得來經常聚在一起，何川在獄中寫下一首日文絕言在三民主義課本給江槐邨，但是遺失了，2005年，江槐邨將這首詩背誦出，由同案難友張大邦寫下，送交給何川的家人。
くれないのくも、あけゆくを、えまひみつ、あかっきやみよ、わがかばねいだけ
國家人權博物館籌備『遲來的愛-白色恐怖時期政治受難者遺書特展』，在台灣各地展出。

### 獄外之囚
國家人權館籌備處費心三年籌辦的「獄外之囚」特展正式開幕，展示受難者的遺書，何川之子何穎紅先生代表致詞時，講述白恐迫害下母親年僅廿歲即守寡，含辛茹苦拉拔獨子長大的悲苦，「悲劇的陰影可以逐漸淡去，但是慘痛的歷史不能遺忘，歷史悲劇更千萬不要再發生。」

### 平反
2018年10月5日，促進轉型正義委員會促轉三字第1075300110B號函文，正式撤銷受難者林慶雲君等1270人之刑事有罪判決暨其刑，其中(40)安潔字第 1187 號，有關何川共同意圖以非法之方法顛覆政府而著手實行之有罪判決暨其刑及沒收之宣告正式撤銷。

## 家族
父何皆亨為安平商界名人，其堂兄何傳、何永、何義創辦永豐商店，日治時期何家發跡於台南安平延平街，由於安平商業發達，何氏家族成員在安平經商事業有成，事業版圖擴及中國上海、廈門等地，為生產包裝用紙盒於戰後設立永豐餘造紙九曲堂廠。何皆亨從事進出口貿易，元配無子，後二房生子何川，領養一子何阿水。

## 紀念
2013年10月 北京西山國家森林公園的無名英雄廣場上立有無名英雄紀念碑，為紀念來台灣在1950年代被處決「隱避戰線烈士」而設立，何川銘刻於紀念碑上，為中共國家安全部追認之中華人民共和國烈士。